# 中原清重
中原 清重（なかはら の きよしげ）は、平安時代末期の官人。中原光重の子。位階は正六位上か。
二条天皇の時代に右衛門少志と兼ねて蔵人所の出納を務め、六条天皇践祚時にも留任している（『山槐記』）。安元年間には検非違使に転じているが、治承三年の政変では六位官人ながら後白河法皇の近臣とみなされて解官されている。養和元年11月28日（1182年1月4日）には左衛門少志・検非違使として復職（『吉記』）。建久2年（1191年）に行われた若宮社歌合には「正六位上左衛門少尉」として登場する。歌人としても活躍して『千載和歌集』に2首採録されている他、後白河法皇から今様を伝授されたという。